# Diatenes gerula
Diatenes gerula là một loài bướm đêm trong họ Noctuidae.